# Unione Sportiva Palermo 1959-1960
Questa voce raccoglie le informazioni riguardanti l'Unione Sportiva Palermo nelle competizioni ufficiali della stagione 1959-1960.

## Stagione
È un'altalena il Palermo, perché non appena arriva il salto di categoria in Serie A, retrocede nuovamente in Serie B, per la prima volta per un solo punto. Nonostante dei risultati utili di prestigio nel finale di torneo, andò prima incontro a delle ulteriori e decisive sconfitte negli scontri diretti salvezza, quelle con la Lazio, l'Udinese - questa appena salva sul filo di lana di un punto di vantaggio proprio sul Palermo - e dopo l'Alessandria, quest'ultima già retrocessa prima dei rosanero, alla fine sotto di due punti e dove militava il giovane giocatore Gianni Rivera.
Come nella stagione 1934-1935, la squadra subisce una sola sconfitta casalinga, contro la Fiorentina, che resta un record fino alla stagione 2009-2010, quando il club chiude il campionato senza sconfitte interne.
In Coppa Italia viene eliminato agli ottavi di finale dalla Lazio (2-1), dopo aver battuto le conterranee Catania (2-0 a tavolino) e Messina (1-0) nei primi due turni eliminatori.
A fine stagione il Palermo fa il suo esordio nelle competizioni europee.
Nel mese di giugno la squadra partecipa per la prima ed ultima volta nella storia alla Coppa delle Alpi, in rappresentanza dell'Italia, affrontando lo Zurigo: all'andata in terra elvetica i rosanero si impongono per 2-0, mentre al ritorno alla Favorita le due squadre pareggiano 2-2. Questi risultati contribuiscono al trionfo italiano in tale manifestazione.
Nel mese di luglio invece il club partecipa per la prima volta nella sua storia alla Coppa Mitropa, sempre in rappresentanza dell'Italia, vincendo per un totale di 3-2 contro gli ungheresi del Diósgyőri VTK: l'andata in casa si concluse con una sconfitta per 1-2, mentre il ritorno in trasferta si concluse con una vittoria per 2-0.

## Organigramma societario
- Presidente: Casimiro Vizzini
- Segretario: Totò Vilardo
- Allenatore: Čestmír Vycpálek poi Eliseo Lodi

## Risultati

### Serie A

#### Girone di andata
| 20 settembre 1959 1ª giornata | Bari | 1 – 0 | Palermo |  |

| 27 settembre 1959 2ª giornata | Palermo | 2 – 1 | Sampdoria |  |

| 4 ottobre 1959 3ª giornata | Roma | 1 – 1 | Palermo |  |

| 11 ottobre 1959 4ª giornata | Padova | 1 – 0 | Palermo |  |

| 18 ottobre 1959 5ª giornata | Palermo | 1 – 1 | SPAL |  |

| 25 ottobre 1959 6ª giornata | Palermo | 0 – 0 | Napoli |  |

| 8 novembre 1959 7ª giornata | Bologna | 3 – 1 | Palermo |  |

| 15 novembre 1959 8ª giornata | Fiorentina | 5 – 0 | Palermo |  |

| 22 novembre 1959 9ª giornata | Palermo | 0 – 0 | Lazio |  |

| 6 dicembre 1959 10ª giornata | Palermo | 0 – 0 | Udinese |  |

| Milano 13 dicembre 1959 11ª giornata | Milan            | 0 – 0 | Palermo | Stadio San Siro (9 000 spett.)\| Arbitro: \| Sbardella (Roma) \| |
| Arbitro:                             | Sbardella (Roma) |       |         |                                                                  |

| 20 dicembre 1959 12ª giornata | Atalanta | 1 – 0 | Palermo |  |

| 27 dicembre 1959 13ª giornata | Palermo | 4 – 0 | Alessandria |  |

| 10 gennaio 1960 14ª giornata | Palermo | 1 – 1 | Inter |  |

| 17 gennaio 1960 15ª giornata | Lanerossi Vicenza | 3 – 0 | Palermo |  |

| 24 gennaio 1960 16ª giornata | Palermo | 1 – 1 | Genoa |  |

| 31 gennaio 1960 17ª giornata | Juventus | 2 – 1 | Palermo |  |

#### Girone di ritorno
| 7 febbraio 1960 18ª giornata | Palermo | 1 – 1 | Bari |  |

| 14 febbraio 1960 19ª giornata | Sampdoria | 0 – 0 | Palermo |  |

| 21 febbraio 1960 20ª giornata | Palermo | 4 – 2 | Roma |  |

| 28 febbraio 1960 21ª giornata | Palermo | 0 – 0 | Padova |  |

| 6 marzo 1960 22ª giornata | SPAL | 1 – 0 | Palermo |  |

| 20 marzo 1960 23ª giornata | Napoli | 2 – 1 | Palermo |  |

| 27 marzo 1960 24ª giornata | Palermo | 0 – 0 | Bologna |  |

| 3 aprile 1960 25ª giornata | Palermo | 0 – 4 | Fiorentina |  |

| 10 aprile 1960 26ª giornata | Lazio | 2 – 1 | Palermo |  |

| 17 aprile 1960 27ª giornata | Udinese | 1 – 0 | Palermo |  |

| Arbitro: | Adami (Roma) |

|                     |           |  |
| Vernazza 65’ (rig.) | Marcatori |  |

| 1º maggio 1960 29ª giornata | Palermo | 1 – 0 | Atalanta |  |

| 8 maggio 1960 30ª giornata | Alessandria | 1 – 0 | Palermo |  |

| 15 maggio 1960 31ª giornata | Inter | 3 – 3 | Palermo |  |

| 22 maggio 1960 32ª giornata | Palermo | 1 – 0 | Lanerossi Vicenza |  |

| 29 maggio 1960 33ª giornata | Genoa | 1 – 1 | Palermo |  |

| 5 giugno 1960 34ª giornata | Palermo | 1 – 1 | Juventus |  |

### Coppa Italia
| Palermo 6 settembre 1959 Primo turno | Palermo | 2 – 0 | Catania |  |

| Palermo 13 settembre 1959 Secondo turno | Palermo | 1 – 0 | Messina |  |

| Roma 4 novembre 1959 Ottavi di finale | Lazio | 2 – 1 | Palermo |  |

### Coppa delle Alpi
| Zurigo 19 giugno 1960 Andata                               | Zurigo    | 0 – 2 referto            | Palermo | Stadio Letzigrund |
| \| \| \| \| \| \| Marcatori \| 40’ Vernazza 55’ Greatti \| |           |                          |         |                   |
|                                                            |           |                          |         |                   |
|                                                            | Marcatori | 40’ Vernazza 55’ Greatti |         |                   |

| Palermo 26 giugno 1960 Ritorno                                                | Palermo   | 2 – 2 referto      | Zurigo | Stadio La Favorita |
| \| \| \| \| \| Greatti 1’ Sacchella 32’ \| Marcatori \| 70’, 84’ Brizzi II \| |           |                    |        |                    |
|                                                                               |           |                    |        |                    |
| Greatti 1’ Sacchella 32’                                                      | Marcatori | 70’, 84’ Brizzi II |        |                    |

### Coppa Mitropa
| 3 luglio 1960, ore - Andata              | Palermo   | 1 – 2 referto | Diósgyőri VTK |  |
| \| \| \| \| \| Sandri \| Marcatori \| \| |           |               |               |  |
|                                          |           |               |               |  |
| Sandri                                   | Marcatori |               |               |  |

| 4 luglio 1960, ore - Ritorno                      | Diósgyőri VTK | 0 – 2 referto   | Palermo |  |
| \| \| \| \| \| \| Marcatori \| Baldi Sacchella \| |               |                 |         |  |
|                                                   |               |                 |         |  |
|                                                   | Marcatori     | Baldi Sacchella |         |  |

## Statistiche

### Statistiche di squadra
| Competizione | Punti | In casa | In casa | In casa | In casa | In casa | In casa | In trasferta | In trasferta | In trasferta | In trasferta | In trasferta | In trasferta | Totale | Totale | Totale | Totale | Totale | Totale | DR  |
| Competizione | Punti | G       | V       | N       | P       | Gf      | Gs      | G            | V            | N            | P            | Gf           | Gs           | G      | V      | N      | P      | Gf     | Gs     | DR  |
| ------------ | ----- | ------- | ------- | ------- | ------- | ------- | ------- | ------------ | ------------ | ------------ | ------------ | ------------ | ------------ | ------ | ------ | ------ | ------ | ------ | ------ | --- |
| Serie A      | 27    | 17      | 6       | 10      | 1       | 18      | 12      | 17           | 0            | 5            | 12           | 9            | 28           | 34     | 6      | 15     | 13     | 27     | 40     | -13 |
| Coppa Italia |       | 2       | 2       | 0       | 0       | 3       | 0       | 1            | 0            | 0            | 1            | 1            | 2            | 3      | 2      | 0      | 1      | 4      | 2      | +2  |
| Totale       |       | ..      | ..      | .       | .       | ..      | ..      | ..           | .            | ..           | .            | ..           | ..           | ..     | ..     | ..     | .      | ..     | ..     | +.. |

### Statistiche dei giocatori
| Giocatore    | Serie A  | Serie A | Coppa Italia | Coppa Italia | Totale   | Totale |
| Giocatore    | Presenze | Reti    | Presenze     | Reti         | Presenze | Reti   |
| ------------ | -------- | ------- | ------------ | ------------ | -------- | ------ |
| R. Anzolin   | 34       | -40     | ?            | ?            | 34+      | -40+   |
| D. Arce      | 22       | 3       | ?            | ?            | 22+      | 3+     |
| E. Benedetti | 22       | 0       | ?            | ?            | 22+      | 0+     |
| S. Bernini   | 23       | 4       | ?            | ?            | 23+      | 4+     |
| S. Carpanesi | 30       | 1       | ?            | ?            | 30+      | 1+     |
| A. De Bellis | 32       | 0       | ?            | ?            | 32+      | 0+     |
| R. Greatti   | 16       | 4       | ?            | ?            | 16+      | 4+     |
| G. Grevi     | 32       | 0       | ?            | ?            | 32+      | 0+     |
| A. Latini    | 9        | 0       | ?            | ?            | 9+       | 0+     |
| A. Malavasi  | 30       | 4       | ?            | ?            | 30+      | 4+     |
| R. Rovatti   | 2        | 0       | ?            | ?            | 2+       | 0+     |
| U. Sacchella | 20       | 2       | ?            | ?            | 20+      | 2+     |
| G. Sandri    | 15       | 0       | ?            | ?            | 15+      | 0+     |
| G. Sereni    | 27       | 0       | ?            | ?            | 27+      | 0+     |
| A. Valadè    | 26       | 0       | ?            | ?            | 26+      | 0+     |
| S. Vernazza  | 34       | 9       | ?            | ?            | 34+      | 9+     |